# コルト・ニューポリス
コルト・ニューポリスは、アメリカ合衆国のコルト社が開発し、1896年に登場したダブルアクション・スイング・アウト・リボルバーである。改良型のポリス・ポジティブ、派生型のポリス・ポジティブ・スペシャルについても解説する。

## 概要
ニューポリスの構造は1895年に登場したニューポケットと同一である。大きな違いはグリップの長さであり、ニューポリスが若干長い。ニューヨーク警察は4,500丁を超える数を採用した。1905年製造終了、ポリス・ポジティブに引き継がれた。製造数は49,500丁。

## ポリス・ポジティブ
ポジティブ・ロック・セフティを搭載したニューポリスである。.38S&W口径、.38コルト・ニューポリス口径と.22口径「ターゲット・モデル」が追加された。4インチ銃身仕様で500g程度と軽量だった。1943年の製造終了までに406,725丁が製造された。

## ポリス・ポジティブ・スペシャル
1908年から発売された製品。.38スペシャル弾に対応してシリンダーの全長を約9.3ミリ延長している。同時にフレームも前後に延長された。コルト社の製品のなかでも長期に渡って製造され、1975年に一旦製造は中止されたが1977年に再開、最終の製品が製造されたのは1985年だった。製造数は750,000丁。

## バンカーズ・スペシャル
1928年から製造された製品。ポリス・ポジティブ・スペシャルの派生モデルで、鉄道郵便局員向けに開発された.38スペシャル弾・2インチ銃身モデルの民間向け製品名である。.22LR弾仕様も製造された。1943年までに、約35,000丁が製造された。